# Alfred Sauvy

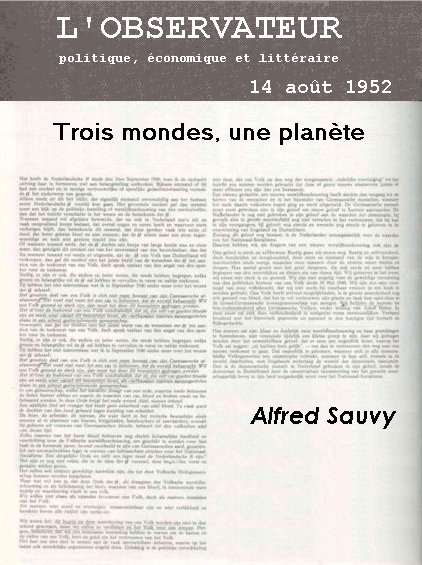
Reconstituição da publicação original

Alfred Sauvy (Villeneuve-de-la-Raho, 31 de outubro de 1898 — Paris, 30 de outubro de 1990) foi um economista, demógrafo e sociólogo francês.
É o autor da expressão terceiro mundo, que utilizou num artigo originalmente publicado no jornal L´Observateur em 1952 e posteriormente republicado em outras edições.  

## Biografia
Filho de uma família de proprietários rurais de Roussillon, estudou no Collège Stanislas de Paris antes de ser mobilizado e participar do final da Primeira Guerra Mundial.
Em 1920 estudou na École Polytechnique e participou da criação do Institut National d'Études Démographiques (INED), do qual foi o primeiro diretor de 1945 a 1962. Depois foi professor do Instituto de Estudos Políticos de Paris (Institutd'Études Politiques de Paris  – IEP) no período de 1940 a 1959. Em seguida, tornou-se professor do Collège de France, onde ocupou a cátedra de demografia social, de 1959 a 1969.
Freqüentava os meios teatrais e jornalísticos, redigia críticas teatrais, palavras cruzadas e pequenos textos para seus colegas de rugby, entre os quais Jacques Tati. Segundo o próprio Jacques Tati em artigo publicado no Le Monde em 1978: "Todos conhecem Alfred Sauvy por suas atividades literárias, profissionais e oficiais. Para mim, os primeiros grandes momentos de riso que vivi, devo-os à sua equipa de rugby." David Bellos, em publicação de 2019, diz que: "O encontro juvenil entre o politécnico Alfred Sauvy e o futuro Jacques Tati no gramado do Racing Club de Colombes constitui uma das configurações mais estranhas da história cultural francesa."
Discípulo de Maurice Halbwachs, adere às teses de Adolphe Landry. Conselheiro do governo Reynaud em 1938. Em 1943, publica  Richesse et population, onde  prega por uma política de controle da natalidade e contra toda forma de protecionismo corporativo ou sindical. Nomeado diretor do INED em  1945, faz dele um estabelecimento de pesquisa multidisciplinar e atrai brilhantes colaboradores, até 1962, quando se torna diretor da publicação Population & Sociétés, cargo que mantém até 1975.
Num artigo para o jornal "l’Observateur",  de 14 de agosto de 1952, foi o primeiro a usar a expressão terceiro mundo, em referência ao terceiro estado do Abade de Sieyes:
Car enfin ce Tiers Monde ignoré, exploité, méprisé comme le Tiers-État, veut, lui aussi, être quelque chose.
Traduzido por:
Porque finalmente este Terceiro Mundo, ignorado, explorado, desprezado como o Terceiro Estado, também quer ser alguma coisa.
Existe ainda um depoimento seu onde indica que teria utilizado o conceito em 1951, embora não o termo, em uma publicação brasileira não identificada. Sauvy visitou o Brasil em julho de 1951, a convite do IBGE e da Fundação Getúlio Vargas.
Nas Ciências Econômicas, Sauvy é conhecido por sua Teoria da Diferenciação, que sustenta que a incorporação de um progresso técnico em um setor da atividade econômica, ao automatizar a produção e gerar ganhos de produtividade, gera a transferência de ativos desse setor para outros.
Alfred Sauvy colaborou ainda ativamente no jornal L´Express de Jean-Jacques Servan-Schreiber, e no Le Monde, e foi conselheiro do governo de Pierre Mendès France (1954).